# ب‌ام‌و ایکس‌ام
ب‌ام‌و ایکس‌ام یک کراس‌اوور لوکس انداره بزرگ است که توسط ب‌ام‌و و با برند زیرمجموعهٔ ب‌ام‌و ام تولید خواهد شد.

## راه‌اندازی و توسعه
ب‌ام‌و پیش‌نمایشی از ایکس‌ام را با رونمایی از خودروی مفهومی ایکس‌ام در تاریخ ۳۰ نوامبر ۲۰۲۱ در آرت بازل ۲۰۲۱ واقع در میامی بیچ، فلوریدا نشان‌داد. تولید ایکس‌ام در اواخر سال ۲۰۲۲ و در خط تولید ب‌ام‌و در ایالات متحده واقع در گریر، کارولینای جنوبی آغاز خواهد شد. ب‌ام‌و قراردادی را با سیتروئن امضا کرد تا بتواند از نام ایکس‌ام برای خودرویش استفاده کند. مالکیت معنوی این نام در اختیار سیتروئن است که آن را در خودروی سیتروئن ایکس‌ام که از سال ۱۹۸۹ تا ۲۰۰۰ تولید می‌شد استفاده کرده‌است.